# Coupe du monde de cricket
Cet article concerne la compétition masculine. Pour la compétition féminine, voir Coupe du monde de cricket féminin.
La Coupe du monde de cricket, en anglais ICC Cricket World Cup, est une compétition de cricket masculin disputée au format One-day International (ODI). La première édition de la Coupe s membres de plein droit de l'International Cricket Council, la fédération internationale, y participent d'office. Un tournoi de qualification permet à d'autres équipes de les rejoindre. Le format de la compétition a changé également régulièrement.
L'Australie a enlevé cinq des douze premières éditions de la compétition. Deux autres équipes ont remporté le trophée plusieurs fois : les Indes occidentales, qui ont gagné lors des deux premières Coupe du monde, et l'Inde. Le Pakistan, le Sri Lanka et l'Angleterre complètent le palmarès avec une victoire chacun.

## Histoire

### Genèse
Le premier match international de l'histoire du cricket a lieu en 1844 entre le Canada et les États-Unis. En 1877 se dispute la rencontre considérée comme le premier test-match de l'histoire, entre l'Australie et l'Angleterre. Le cricket fait une unique apparition aux Jeux olympiques en 1900, avec seulement deux équipes engagées. La fédération internationale, l'Imperial Cricket Conference est créée en 1909 par des représentants de l'Angleterre, de l'Australie et de l'Afrique du Sud. Au cours du XXe siècle, d'autres nations les rejoignent. Ces trois équipes organisent en 1912 le Tournoi triangulaire. C'est un échec. Pendant des décennies, il s'agira de la seule compétition multilatérale à haut niveau : le cricket international s'articule habituellement autour de tournées bilatérales qui incluent des séries de test-matchs. La longueur de ces rencontres, de trois à cinq jours, empêche d'envisager une compétition multinationale à grande échelle.
Dans les années 1960, les clubs du County cricket, en Angleterre, cherchent de nouveau revenus. En 1962, certains d'entre eux participent à la Midlands Knock-Out Cup, dans laquelle les matchs sont achevés en un jour et les équipes n'ont qu'une manche, limitée en nombre de lancers, pour marquer. Suit en 1963 l'officielle Gillette Cup. Le format se répand d'en d'autres pays. En 1971, en Australie, l'Australie et l'Angleterre organisent un match d'un seul jour au milieu d'une série de test-matchs : c'est le premier One-day International (ODI) de l'histoire. Chaque équipe dispose de quarante séries de lancers pour accumuler des courses. D'autres sélections disputent des matchs similaires dans les années qui suivent. Le format permet à l'International Cricket Conference d'organiser la première coupe du monde, en 1975.

### Premières éditions en Angleterre (1975-1983)

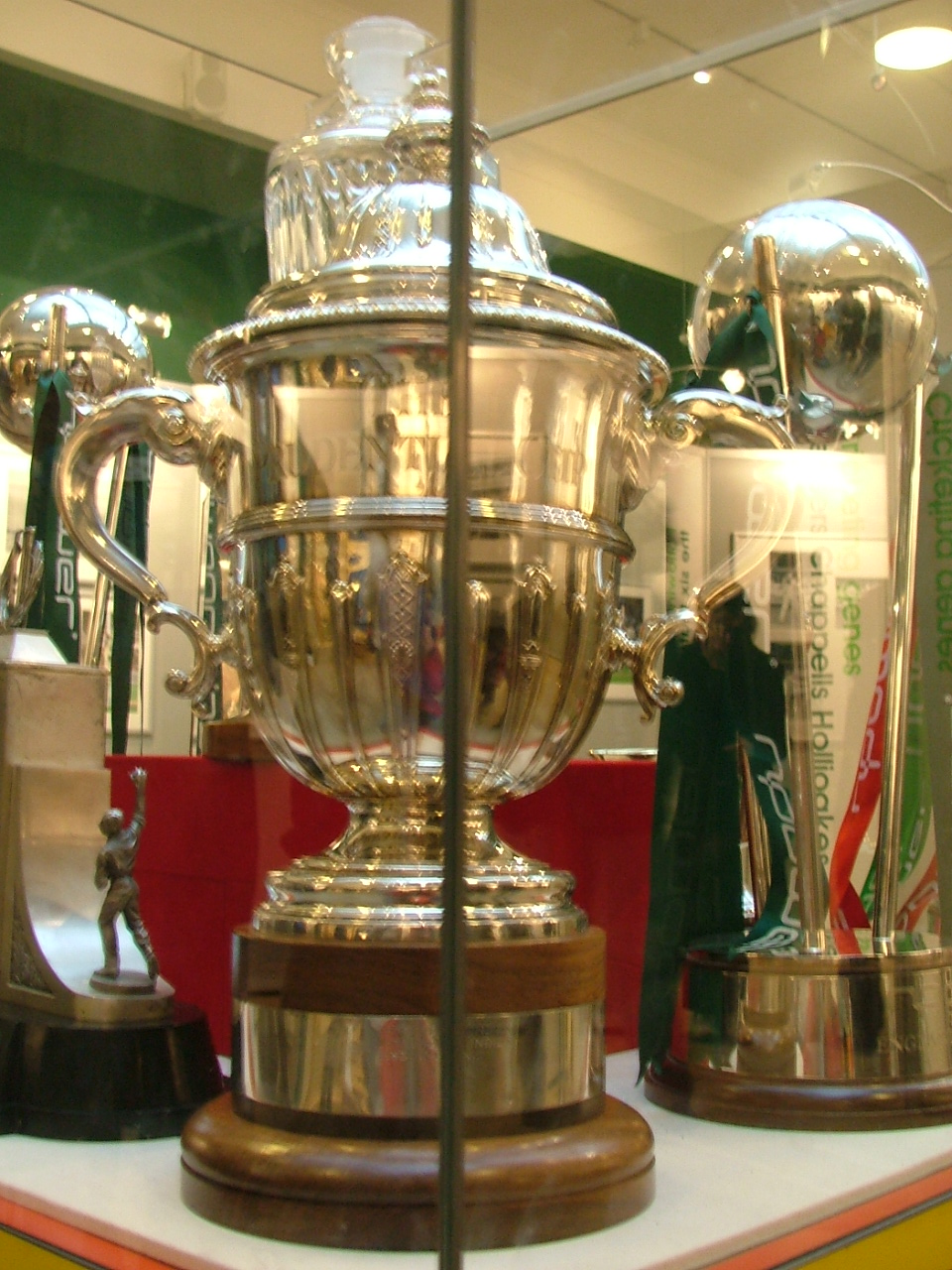
Le trophée original de la Coupe du monde, la Prudential Cup

L'International Cricket Conference organise la première coupe du monde en Angleterre, en 1975. La compétition est parrainée par Prudential, une compagnie d'assurance qui y investit 100 000 £. En échange, le nom officiel de la compétition est alors Prudential World Cup. Huit sélections y participent : Angleterre, Australie, Inde, Indes occidentales, Nouvelle-Zélande, Pakistan, le Sri Lanka et une équipe combinée, l'Afrique de l'Est, qui représente le Kenya, l'Ouganda, la Tanzanie et la Zambie. Des demi-finales et une finale succèdent à une phase de poule, où les équipes sont réparties en deux groupes de quatre. Chaque équipe dispose d'une manche de soixante séries de lancers pour marquer. À Lord's, le capitaine des Indes occidentales, Clive Lloyd, reçoit le trophée des mains du Prince Philip, après avoir réussi un century qui a permis à son équipe de gagner le match face aux Australiens, par 17 courses d'écart.
En 1977, le magnat des médias australien Kerry Packer, en conflit avec la fédération australienne, fonde une ligue de cricket non officielle, les World Series Cricket (WSC), et recrute quelques-uns des meilleurs joueurs du monde, qui sont souvent écartés de leur sélection. Les WSC prennent fin en 1979, lorsqu'un accord est signé entre Packer et la fédération australienne, peu de temps avant la deuxième coupe du monde, qui a à nouveau lieu en Angleterre. Malgré l'accord, l'Australie se prive des anciens participants à la WSC. Pour la première fois, un tournoi de qualification est organisé avant cette édition : le Trophée de l'ICC. Il permet à deux équipes nationales de rejoindre les six nations membres de plein droit de l'ICC dans le tournoi. Comme quatre ans plus tôt, les Indes occidentales remportent la finale, cette fois-ci face aux hôtes anglais, battus par 92 courses, notamment grâce à Viv Richards, qui accumule 138 courses à lui seul.
Pour la troisième fois consécutive, en 1983, le tournoi est organisé en Angleterre et sponsorisé par Prudential, toujours avec huit participants, dont sept qualifiés d'office cette fois-ci, le Sri Lanka faisant partie des membres de plein droit de l'ICC depuis l'année précédente. À la surprise générale, l'Inde bat en finale les favoris et doubles tenants du titre, les Indes occidentales.

### Des innovations (1987-1996)
Le tournoi 1987 se tient en Inde et au Pakistan, c'est la première fois que le tournoi a lieu hors d'Angleterre. Chaque équipe a droit à 50 lancers (au lieu des 60 précédents) pour que les rencontres soient plus courtes en raison du décalage horaire avec le continent asiatique et permettre aux européens de suivre plus facilement la compétition. l'Australie remporte pour la première fois le tournoi contre l'Angleterre par 7 runs en finale.
La coupe du monde de 1992 qui se tient en Australie et en Nouvelle-Zélande introduit de nombreux changements dans le jeu, tels que la couleur des vêtements, des balles blanches ou des matchs nocturnes. L'Afrique du Sud participe pour la première fois à la compétition en raison de la fin de l'apartheid et de son boycott. Le Pakistan s'imposera contre l'Angleterre par 22 runs en finale.
La coupe du monde 1996 se tient en Inde pour la deuxième fois et au Sri Lanka. Le Sri Lanka s'imposera après avoir battu l'Inde chez elle en demi-finale puis l'Australie en finale par sept wickets en finale à Lahore.

### Domination australienne (1999-2007)
En 1999, l'évènement se tient en Angleterre, où quelques matchs se déroulent en Écosse, en Irlande, au pays de Galles et aux Pays-Bas. L'Australie domine le Pakistan en finale avec 8 wickets.
Pour la coupe du monde 2003, le tournoi est conjointement organisé par l'Afrique du Sud, le Zimbabwe et le Kenya. Quatorze équipes (au lieu de douze) participent à l'évènement. Quelques évènements eurent lieu durant le tournoi comme les victoires du Kenya contre le Sri Lanka et le Zimbabwe, le forfait de la Nouvelle-Zélande qui refusa de jouer contre le Kenya en raison des conditions de sécurité, permettant ainsi au Kenya d'atteindre les demi-finales. En finale, l'Australie bat l'Inde par 125 runs.
Pour l'édition 2007, organisé dans les Antilles voit une nouvelle victoire de l'Australie (portant sa série de 29 matchs d'affilée sans défaites en coupe du monde) contre le Sri Lanka par 53 runs.

## Organisation

### Qualification
Les nations membres de plein droit de l'International Cricket Council, au nombre de dix depuis 2000, sont qualifiées d'office pour la Coupe du monde. Ce sont les équipes autorisées à jouer des test-matchs : l'Angleterre, l'Australie, l'Inde, les Indes occidentales, la Nouvelle-Zélande, le Pakistan (toutes membres de plein droit avant la première Coupe du monde), le Sri Lanka (membre de plein droit depuis 1982), l'Afrique du Sud (depuis 1991 après une période d'isolation), le Zimbabwe (depuis 1992), le Bangladesh (depuis 2000). Le nombre de places attribuées aux autres nations, dites « affiliées » ou « associées », varie selon les éditions.
En 1979 a lieu la première édition du Trophée de l'ICC, en anglais ICC Trophy, un tournoi réservé aux équipes « affiliées » et « associées ». Les finalistes de la compétition se qualifient pour la Coupe du monde 1979. Le Sri Lanka et le Canada sont les deux premières équipes à bénéficier de ce système. Le Trophée de l'ICC est par la suite organisé avant chaque Coupe du monde. Son format et le nombre de places qualificatives offertes changent selon les compétitions.
À la suite de la Coupe du monde 1996, le Kenya et le Bangladesh se voient offrir des qualifications d'office pour les éditions qui suivent, avec pour objectif de devenir membres de plein droit de l'ICC. Si le Bangladesh le réussit en 2000, le Kenya se voit retirer ce statut en 2005, et doit donc repasser par le tournoi qualificatif à partir de celui organisé pour la Coupe du monde 2011. En 2009, le Trophée de l'ICC est renommé l'ICC World Cup Qualifier. Cette compétition est l'épreuve ultime d'un ensemble de tournois, la Ligue mondiale de cricket (ICC World Cricket League), qui comporte plusieurs divisions.

### Format
| Édition | Équipes | Matchs | Premier tour | Deuxième tour                          |
| ------- | ------- | ------ | ------------ | -------------------------------------- |
| 1975    | 8       | 15     | 2 groupes    | Demi-finales, finale                   |
| 1979    | 8       | 15     | 2 groupes    | Demi-finales, finale                   |
| 1983    | 8       | 27     | 2 groupes    | Demi-finales, finale                   |
| 1987    | 8       | 27     | 2 groupes    | Demi-finales, finale                   |
| 1992    | 9       | 39     | 1 groupe     | Demi-finales, finale                   |
| 1996    | 12      | 37     | 2 groupes    | Groupe de six, demi-finales, finale    |
| 1999    | 12      | 42     | 2 groupes    | Groupe de six, demi-finales, finale    |
| 2003    | 14      | 54     | 2 groupes    | Groupe de six, demi-finales, finale    |
| 2007    | 16      | 51     | 4 groupes    | Groupe de huit, demi-finales, finale   |
| 2011    | 14      | 49     | 2 groupes    | Quarts-de-finale, demi-finales, finale |
| 2015    | 14      | 49     | 2 groupes    | Quarts-de-finale, demi-finales, finale |
| 2019    | 10      | 48     | 1 groupe     | Demi-finales, finale                   |

## Bilan

### Palmarès
| Année | Pays hôte(s)                      | Lieu de la finale | Vainqueur              | Finaliste          | Scores et résultat                                                                   |
| ----- | --------------------------------- | ----------------- | ---------------------- | ------------------ | ------------------------------------------------------------------------------------ |
| 1975  | Angleterre                        | Londres           | Indes occidentales     | Australie          | Indes occidentales (291/8) battent Australie (274) par 17 courses.                   |
| 1979  | Angleterre                        | Londres           | Indes occidentales (2) | Angleterre         | Indes occidentales (286/9) battent Angleterre (191) par 92 courses.                  |
| 1983  | Angleterre, Pays de Galles        | Londres           | Inde                   | Indes occidentales | Inde (183) bat les Indes occidentales (140) par 43 courses.                          |
| 1987  | Inde, Pakistan                    | Calcutta          | Australie              | Angleterre         | Australie (253/5) bat Angleterre (246/8) par 7 courses.                              |
| 1992  | Australie, Nouvelle-Zélande       | Melbourne         | Pakistan               | Angleterre         | Pakistan (249/6) bat Angleterre (227) par 22 courses.                                |
| 1996  | Inde, Pakistan, Sri Lanka         | Lahore            | Sri Lanka              | Australie          | Sri Lanka (245/3) bat Australie (241/7) par 7 guichets.                              |
| 1999  | Angleterre, Pays de Galles        | Londres           | Australie (2)          | Pakistan           | Australie (133/2) bat Pakistan (132) par 8 guichets.                                 |
| 2003  | Afrique du Sud, Zimbabwe, Kenya   | Johannesbourg     | Australie (3)          | Inde               | Australie (359/2) bat Inde (243) par 125 courses.                                    |
| 2007  | Indes occidentales                | Bridgetown        | Australie (4)          | Sri Lanka          | Australie (381/4) bat Sri Lanka (215/8) par 53 courses (méthode D/L).                |
| 2011  | Bangladesh, Inde, Sri Lanka       | Mumbai            | Inde (2)               | Sri Lanka          | Inde (277/4) bat Sri Lanka (274/6) par 6 guichets.                                   |
| 2015  | Australie, Nouvelle-Zélande       | Melbourne         | Australie (5)          | Nouvelle-Zélande   | Australie (186/3) bat Nouvelle-Zélande (183) par 7 guichets.                         |
| 2019  | Angleterre, Pays de Galles        | Londres           | Angleterre             | Nouvelle-Zélande   | Angleterre (241) bat Nouvelle-Zélande (241-8) en super over par nombre de boundaries |
| 2023  | Inde                              | Ahmedabad         | Australie (6)          | Inde               | Australie (241/4) bat Inde (240-50) par 6 guichets.                                  |
| 2027  | Afrique du Sud, Namibie, Zimbabwe |                   |                        |                    |                                                                                      |
| 2031  | Bangladesh, Inde                  |                   |                        |                    |                                                                                      |

### Trophées individuels
| Année | Meilleur joueur de la compétition               | Meilleur joueur de la finale                 |
| ----- | ----------------------------------------------- | -------------------------------------------- |
| 1975  | non décerné                                     | Clive Lloyd (Indes occidentales, vainqueur)  |
| 1979  | non décerné                                     | Viv Richards (Indes occidentales, vainqueur) |
| 1983  | non décerné                                     | Mohinder Amarnath (Inde, vainqueur)          |
| 1987  | non décerné                                     | David Boon (Australie, vainqueur)            |
| 1992  | Martin Crowe (Nouvelle-Zélande, demi-finaliste) | Wasim Akram (Pakistan, vainqueur)            |
| 1996  | Sanath Jayasuriya (Sri Lanka, vainqueur)        | Aravinda de Silva (Sri Lanka, vainqueur)     |
| 1999  | Lance Klusener (Afrique du Sud, demi-finaliste) | Shane Warne (Australie, vainqueur)           |
| 2003  | Sachin Tendulkar (Inde, finaliste)              | Ricky Ponting (Australie, vainqueur)         |
| 2007  | Glenn McGrath (Australie, vainqueur)            | Adam Gilchrist (Australie, vainqueur)        |
| 2011  | Yuvraj Singh (Inde, vainqueur)                  | Mahendra Singh Dhoni (Inde, vainqueur)       |
| 2015  | Mitchell Starc (Australie, vainqueur)           | James Faulkner (Australie, vainqueur)        |
| 2019  | Kane Williamson (Nouvelle-Zélande, finaliste)   | Ben Stokes (Angleterre, vainqueur)           |
| 2023  | Virat Kohli (Inde, finaliste)                   | Travis Head (Australie, vainqueur)           |

## Records

### Records collectifs
| Records de Coupe du monde,                                | Records de Coupe du monde,                   | Records de Coupe du monde,       |
| Au Bâton                                                  | Au Bâton                                     | Au Bâton                         |
| --------------------------------------------------------- | -------------------------------------------- | -------------------------------- |
| Plus grand nombre de courses                              | Sachin Tendulkar                             | 2 278 (1992-2011)                |
| Moyenne la plus élevée                                    | Lance Klusener                               | 124,00 (1999-2003)               |
| Meilleur score individuel                                 | Martin Guptill contre les Indes Occidentales | 237* (2015)                      |
| Plus grand nombre de courses en une seule coupe du monde  | Sachin Tendulkar                             | 673 (2003)                       |
| Plus grand nombre de siècles                              | Rohit Sharma Sachin Tendulkar                | 6 (2015-2019) 6 (1992-2011)      |
| Plus grand nombre de siècles en une seule coupe du monde  | Rohit Sharma                                 | 5 (2019)                         |
| Bowling                                                   |                                              |                                  |
| Plus grand nombre de guichets                             | Glenn McGrath                                | 71 (1996-2007)                   |
| Moyenne la plus basse                                     | Mitchell Starc                               | 14,81 (2015-2019)                |
| Meilleur taux de grève                                    | Mohammed Shami                               | 18,60 (2015-2019)                |
| Meilleur taux d'économie                                  | Andy Roberts                                 | 3,24 (1975-1983)                 |
| Meilleure performance au lancer                           | Glenn McGrath contre la Namibie              | 7/15 (2003)                      |
| Plus grand nombre de guichets en une seule coupe du monde | Mitchell Starc                               | 27 (2019)                        |
| Chasse                                                    |                                              |                                  |
| Plus grand nombre de guichets (gardien de guichet)        | Kumar Sangakkara                             | 54 (2003-2015)                   |
| Plus grand nombre de prises (chasseur)                    | Ricky Ponting                                | 28 (1996-2011)                   |
| Équipe                                                    |                                              |                                  |
| Score le plus élevé                                       | L'Australie contre l'Afghanistan             | 417/6 (2015)                     |
| Score le plus bas                                         | Le Canada contre le Sri Lanka                | 36 (2003)                        |
| Pourcentage de victoires le plus élevé                    | Australie                                    | 74,73%                           |
| Plus grand nombre de trophées                             | Australie                                    | 5 (1987, 1999, 2003, 2007, 2015) |

## Aspects économiques

### Sponsors
Jusqu'en 1996 inclus, un sponsor donne son nom à la compétition. Pour les trois premières éditions, il s'agit de la compagnie d'assurance britannique Prudential, qui verse 100 000 £ en 1975, 250 000 £ en 1979 et 500 000 £ en 1983. En 1987, lors de la première édition organisée hors d'Angleterre, il s'agit de la compagnie indienne Reliance Industries, d'où le nom de « Reliance World Cup ». La marque de cigarettes Benson & Hedges sponsorise l'édition 1992, tandis que Wills, une autre marque de cigarettes, verse 12 millions de dollars américains pour voir son nom associé à la Coupe du monde 1996. Cette édition 1996 est marquée par l'arrivée de nombreux « partenaires officiels ». Pepsi et Coca-Cola font monter les enchères pour être sponsor de la compétition, cette dernière marque versant finalement 3,8 millions d'US$.
En 1999, la Coupe du monde est organisée par la fédération anglaise, l'ECB. L'ECB souhaite trouver huit sponsors et ne donner le nom d'aucun d'entre eux au trophée, mais n'en trouve finalement que cinq. Pour la Coupe du monde 2003, l'International Cricket Council (ICC) vend les droits de la compétition à Global Cricket Corporation, qui les cède à son tour à quatre marques. L'année précédant la compétition, l'Afrique du Sud, pays hôte, vote une loi qui permet aux organisateurs de confisquer aux spectateurs tout produit qui ferait concurrence aux sponsors. Selon les contrats engagés avec les marques qui parrainent la compétition, ceux-ci peuvent utiliser l'image des sportifs sélectionnés, qui doivent signer un contrat en ce sens avec l'ICC. Mais certains joueurs de l'équipe d'Inde, notamment, se retrouvent dans l'impasse, parce qu'ils ont déjà cédé leur droit à l'image avec des marques concurrentes. L'ICC accepte que ces joueurs soient toujours associés uniquement avec les entreprises qui les payent, mais, en compensation, prive la fédération indienne d'une partie de ses revenus, avant de se rétracter.

## Médias

### Mascottes et logos

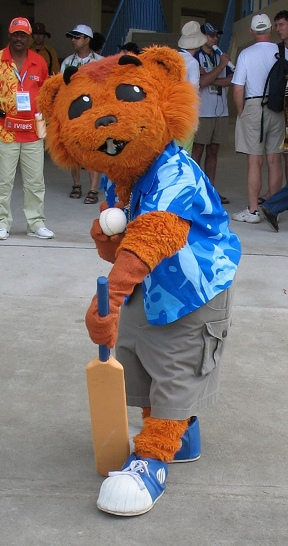
Mello, mascotte de la Coupe du monde 2007.

La mascotte de la Coupe du monde 2003, organisée par l'Afrique du Sud, est un zèbre nommé Dazzler. Selon ses concepteurs, les couleurs du zèbre sont associées à « la diversité culturelle de l'Afrique du Sud ». Mello, une créature à l'apparence adolescente, lui succède en 2007. Il symbolise « le style de vie » des Caraïbes.